# Lijst van zwemrecords 50 meter vlinderslag vrouwen
Dit is een overzicht van de verschillende zwemrecords op de 50 meter vlinderslag bij de vrouwen, onderverdeeld in de langebaan (50 meter) en de kortebaan (25 meter). Het is géén olympisch nummer.

## Langebaan (50 meter)

### Ontwikkeling wereldrecord
| Nr. | Naam                  | Land      | Tijd  | Datum         | Plaats      |
| --- | --------------------- | --------- | ----- | ------------- | ----------- |
|     | Sarah Sjöström        | Zweden    | 24,43 | 5 juli 2014   | Borås       |
|     | Therese Alshammar     | Zweden    | 25,07 | 31 juli 2009  | Rome        |
|     | Marleen Veldhuis      | Nederland | 25,28 | 31 juli 2009  | Rome        |
|     | Marleen Veldhuis      | Nederland | 25,33 | 19 april 2009 | Amsterdam   |
|     | Therese Alshammar     | Zweden    | 25,46 | 13 juni 2007  | Barcelona   |
|     | Anna-Karin Kammerling | Zweden    | 25,57 | 30 juli 2002  | Berlijn     |
|     | Inge de Bruijn        | Nederland | 25,64 | 26 mei 2000   | Sheffield   |
|     | Inge de Bruijn        | Nederland | 25,83 | 20 mei 2000   | Monte Carlo |
|     | Anna-Karin Kammerling | Zweden    | 26,29 | 27 juli 1999  | Istanboel   |
|     | Anna-Karin Kammerling | Zweden    | 26,39 | 1 juli 1999   | Halmstad    |
|     | Inge de Bruijn        | Nederland | 26,54 | 18 juni 1999  | Amersfoort  |

### OntwikkelingEuropeesrecord
| Nr. | Naam                  | Land                           | Tijd  | Datum             | Plaats       |
| --- | --------------------- | ------------------------------ | ----- | ----------------- | ------------ |
|     | Sarah Sjöström        | Zweden                         | 24,43 | 5 juli 2014       | Borås        |
|     | Therese Alshammar     | Zweden                         | 25,07 | 31 juli 2009      | Rome         |
|     | Marleen Veldhuis      | Nederland                      | 25,28 | 31 juli 2009      | Rome         |
|     | Marleen Veldhuis      | Nederland                      | 25,33 | 19 april 2009     | Amsterdam    |
|     | Therese Alshammar     | Zweden                         | 25,46 | 13 juni 2007      | Barcelona    |
|     | Anna-Karin Kammerling | Zweden                         | 25,57 | 30 juli 2002      | Berlijn      |
|     | Inge de Bruijn        | Nederland                      | 25,64 | 26 mei 2000       | Sheffield    |
|     | Inge de Bruijn        | Nederland                      | 25,83 | 20 mei 2000       | Monte Carlo  |
|     | Anna-Karin Kammerling | Zweden                         | 26,29 | 27 juli 1999      | Istanboel    |
|     | Anna-Karin Kammerling | Zweden                         | 26,39 | 1 juli 1999       | Halmstad     |
|     | Inge de Bruijn        | Nederland                      | 26,54 | 18 juni 1999      | Amersfoort   |
|     | Inge de Bruijn        | Nederland                      | 27,53 | 20 juni 1993      | Amersfoort   |
|     | Catherine Plewinski   | Frankrijk                      | 27,54 | 23 september 1988 | Seoel        |
|     | Catherine Plewinski   | Frankrijk                      | 27,57 | 23 september 1988 | Seoel        |
|     | Birte Weigang         | Duitse Democratische Republiek | 27,75 | 22 december 1987  | Oost-Berlijn |

### OntwikkelingNederlandsrecord
| Nr. | Naam                 | Club                | Tijd  | Datum            | Plaats         |
| --- | -------------------- | ------------------- | ----- | ---------------- | -------------- |
|     | Marleen Veldhuis     | Eiffel Swimmers PSV | 25,28 | 31 juli 2009     | Rome           |
|     | Marleen Veldhuis     | Eiffel Swimmers PSV | 25,33 | 19 april 2009    | Amsterdam      |
|     | Marleen Veldhuis     | Eiffel Swimmers PSV | 25,62 | 13 februari 2009 | Lyon           |
|     | Inge de Bruijn       | PSV                 | 25,64 | 26 mei 2000      | Sheffield      |
|     | Inge de Bruijn       | PSV                 | 25,83 | 20 mei 2000      | Monaco         |
|     | Inge de Bruijn       | PSV                 | 26,47 | 17 december 1999 | Eindhoven      |
|     | Inge de Bruijn       | PSV                 | 26,53 | 26 juli 1999     | Istanboel      |
|     | Inge de Bruijn       | PSV                 | 26,54 | 18 juni 1999     | Amersfoort     |
|     | Inge de Bruijn       | PSV                 | 26,95 | 6 juni 1999      | Rio de Janeiro |
|     | Inge de Bruijn       | PSV                 | 27,15 | 19 juni 1998     | Eindhoven      |
|     | Inge de Bruijn       | Nautilus            | 27,53 | 20 juni 1993     | Amersfoort     |
|     | Inge de Bruijn       | De Dolfijn          | 27,74 | 4 mei 1990       | Turijn         |
|     | Annemarie Verstappen | Dommelbaarzen       | 27,96 | 26 januari 1985  | Amersfoort     |
|     | Conny van Bentum     | DWK                 | 28,03 | 28 januari 1984  | Amersfoort     |
|     | Annemarie Verstappen | BZV/Solar           | 28,47 | 27 januari 1984  | Amersfoort     |
|     | Judith Anema         | Laga                | 28,72 | 27 januari 1984  | Amersfoort     |
|     | Wilma van Velsen     | TZC/Vahalis         | 28,89 | 14 december 1980 | Amersfoort     |
|     | Wilma van Velsen     | TZC/Vahalis         | 29,48 | 14 december 1980 | Amersfoort     |
|     | Wilma van Velsen     | TZC/Vahalis         | 29,59 | 23 juli 1980     | Moskou         |
|     | Enith Brigitha       | Het Y               | 29,60 | 23 augustus 1978 | West-Berlijn   |
|     | Ineke Ran            | DJK                 | 29,82 | 23 augustus 1978 | West-Berlijn   |
|     | Ineke Ran            | DJK                 | 29,85 | 17 augustus 1977 | Jönköping      |
|     | Ineke Ran            | DJK                 | 29,97 | 16 augustus 1977 | Jönköping      |
|     | Diane Edelijn        | VZC/Vlaardingen     | 30,41 | 16 augustus 1977 | Jönköping      |
|     | Ineke Ran            | DJK                 | 30,53 | 21 juli 1976     | Montréal       |
|     | Frieke Buys          | VZC/Vlaardingen     | 31,07 | 31 augustus 1972 | München        |
|     | Frieke Buys          | VZC/Vlaardingen     | 31,69 | 31 augustus 1972 | München        |
|     | Wijda Mazereeuw      | EZV                 | 32,70 | 28 augustus 1972 | München        |
|     | Gerda Lassooij       | HDZ                 | 32,99 | 28 augustus 1972 | München        |
|     | Hennie Pentermann    | Het Y               | 32,99 | 28 augustus 1972 | München        |

## Kortebaan (25 meter)

### Ontwikkeling wereldrecord
| Nr. | Naam                  | Land             | Tijd  | Datum            | Plaats          |
| --- | --------------------- | ---------------- | ----- | ---------------- | --------------- |
|     | Gretchen Walsh        | Verenigde Staten | 23,94 | 10 december 2024 | Boedapest       |
|     | Gretchen Walsh        | Verenigde Staten | 24,02 | 10 december 2024 | Boedapest       |
|     | Therese Alshammar     | Zweden           | 24,38 | 22 november 2009 | Singapore       |
|     | Therese Alshammar     | Zweden           | 24,46 | 11 november 2009 | Stockholm       |
|     | Therese Alshammar     | Zweden           | 24,75 | 17 oktober 2009  | Durban          |
|     | Marieke Guehrer       | Australië        | 24,99 | 16 november 2008 | Berlijn         |
|     | Therese Alshammar     | Zweden           | 25,31 | 12 november 2008 | Stockholm       |
|     | Felicity Galvez       | Australië        | 25,32 | 11 april 2008    | Manchester      |
|     | Anna-Karin Kammerling | Zweden           | 25,33 | 12 maart 2005    | Göteborg        |
|     | Anna-Karin Kammerling | Zweden           | 25,36 | 25 januari 2001  | Stockholm       |
|     | Anna-Karin Kammerling | Zweden           | 25,60 | 15 december 2000 | Valencia        |
|     | Anna-Karin Kammerling | Zweden           | 25,64 | 10 december 1999 | Lissabon        |
|     | Jenny Thompson        | Verenigde Staten | 26,00 | 18 november 1999 | Washington      |
|     | Jenny Thompson        | Verenigde Staten | 26,05 | 2 december 1998  | College Station |
|     | Jenny Thompson        | Verenigde Staten | 26,48 | 29 november 1997 | Toronto         |
|     | Misty Hyman           | Verenigde Staten | 26,55 | 19 april 1997    | Göteborg        |
|     | Angela Kennedy        | Australië        | 26,56 | 12 februari 1995 | Sheffield       |
|     | Amy van Dyken         | Verenigde Staten | 26,73 | 1 februari 1995  | Espoo           |

- FINA erkent wereldrecords op de 50 meter vlinderslag kortebaan sinds 31 augustus 1994.

### OntwikkelingEuropeesrecord
| Nr. | Naam                  | Land                           | Tijd  | Datum            | Plaats        |
| --- | --------------------- | ------------------------------ | ----- | ---------------- | ------------- |
|     | Therese Alshammar     | Zweden                         | 24,38 | 22 november 2009 | Singapore     |
|     | Therese Alshammar     | Zweden                         | 24,46 | 11 november 2009 | Stockholm     |
|     | Therese Alshammar     | Zweden                         | 24,75 | 17 oktober 2009  | Durban        |
|     | Therese Alshammar     | Zweden                         | 25,13 | 28 februari 2009 | Tokio         |
|     | Hinkelien Schreuder   | Nederland                      | 25,21 | 12 december 2008 | Rijeka        |
|     | Therese Alshammar     | Zweden                         | 25,31 | 12 november 2008 | Stockholm     |
|     | Anna-Karin Kammerling | Zweden                         | 25,33 | 12 maart 2005    | Göteborg      |
|     | Anna-Karin Kammerling | Zweden                         | 25,36 | 25 januari 2001  | Stockholm     |
|     | Anna-Karin Kammerling | Zweden                         | 25,60 | 15 december 2000 | Valencia      |
|     | Anna-Karin Kammerling | Zweden                         | 25,64 | 10 december 1999 | Lissabon      |
|     | Inge de Bruijn        | Nederland                      | 26,09 | 11 december 1998 | Sheffield     |
|     | Inge de Bruijn        | Nederland                      | 26,54 | 11 december 1998 | Sheffield     |
|     | Inge de Bruijn        | Nederland                      | 26,61 | 26 maart 1998    | Imperia       |
|     | Inge de Bruijn        | Nederland                      | 26,90 | 22 maart 1998    | Gelsenkirchen |
|     | Sandra Völker         | Duitsland                      | 26,97 | 2 februari 1997  | Gelsenkirchen |
|     | Johanna Sjöberg       | Zweden                         | 27,15 | 13 december 1996 | Rostock       |
|     | Inge de Bruijn        | Nederland                      | 27,25 | 8 december 1991  | Gelsenkirchen |
|     | Louise Karlsson       | Zweden                         | 27,40 | 22 november 1991 | Södertälje    |
|     | Inge de Bruijn        | Nederland                      | 27,43 | 17 maart 1991    | Bonn          |
|     | Christiane Sievert    | Duitse Democratische Republiek | 27,54 | 11 februari 1990 | Bonn          |
|     | Birte Weigang         | Duitse Democratische Republiek | 27,69 | 14 februari 1988 | Bonn          |
|     | Kornelia Gressler     | Duitse Democratische Republiek | 27,70 | 8 februari 1987  | Bonn          |

### OntwikkelingNederlandsrecord
| Nr. | Naam                 | Club                | Tijd    | Datum            | Plaats        |
| --- | -------------------- | ------------------- | ------- | ---------------- | ------------- |
|     | Ranomi Kromowidjojo  |                     | 24,44   | 19 december 2021 | Abu Dhabi     |
|     | Ranomi Kromowidjojo  |                     | 24,47   | 14 december 2018 | Hangzhou      |
|     | Ranomi Kromowidjojo  |                     | 24,51   | 10 november 2018 | Tokio         |
|     | Ranomi Kromowidjojo  |                     | 24,54   | 12 augustus 2017 | Eindhoven     |
|     | Inge Dekker          |                     | 24,59   | 1 september 2014 | Dubai         |
|     | Inge Dekker          |                     | 25,00   | 11 december 2009 | Istanboel     |
|     | Hinkelien Schreuder  | Eiffel Swimmers PSV | 25,00   | 11 december 2009 | Istanboel     |
|     | Inge Dekker          |                     | 25,09   | 22 november 2009 | Singapore     |
|     | Hinkelien Schreuder  | Eiffel Swimmers PSV | 25,21   | 12 december 2008 | Rijeka        |
|     | Hinkelien Schreuder  | Eiffel Swimmers PSV | 25,40   | 11 april 2008    | Manchester    |
|     | Inge de Bruijn       | PSV                 | 25,64 1 | 26 mei 2000      | Sheffield     |
|     | Inge de Bruijn       | PSV                 | 25,83 1 | 20 mei 2000      | Monaco        |
|     | Inge de Bruijn       | PSV                 | 26,09   | 11 december 1998 | Sheffield     |
|     | Inge de Bruijn       | PSV                 | 26,54   | 11 december 1998 | Sheffield     |
|     | Inge de Bruijn       | PSV                 | 26,61   | 26 maart 1998    | Imperia       |
|     | Inge de Bruijn       | PSV                 | 26,90   | 22 maart 1998    | Gelsenkirchen |
|     | Inge de Bruijn       | PSV                 | 27,02   | 14 maart 1998    | Dordrecht     |
|     | Inge de Bruijn       | PSV                 | 27,19   | 15 februari 1998 | Emmen         |
|     | Inge de Bruijn       | Nautilus            | 27,25   | 8 december 1991  | Gelsenkirchen |
|     | Inge de Bruijn       | Nautilus            | 27,42   | 8 december 1991  | Gelsenkirchen |
|     | Inge de Bruijn       | Nautilus            | 27,43   | 17 maart 1991    | Bonn          |
|     | Inge de Bruijn       | Nautilus            | 27,74   | 17 maart 1991    | Bonn          |
|     | Inge de Bruijn       | De Dolfijn          | 27,74 1 | 4 mei 1990       | Turijn        |
|     | Karin Brienesse      | ZV Orca             | 27,91   | 27 januari 1990  | Amsterdam     |
|     | Annemarie Verstappen | Dommelbaarzen       | 27,96 1 | 26 januari 1985  | Amersfoort    |
|     | Conny van Bentum     | DWK                 | 28,03 1 | 28 januari 1984  | Amersfoort    |
|     | Annemarie Verstappen | BZV/Solar           | 28,47 1 | 27 januari 1984  | Amersfoort    |
|     | Judith Anema         | Laga                | 28,72 1 | 27 januari 1984  | Amersfoort    |
|     | Wilma van Velsen     | TZC/Vahalis         | 28,83   | 13 februari 1983 | Bonn          |
|     | Wilma van Velsen     | TZC/Vahalis         | 28,89 1 | 14 december 1980 | Amersfoort    |
|     | Wilma van Velsen     | TZC/Vahalis         | 29,48 1 | 14 december 1980 | Amersfoort    |
|     | Wilma van Velsen     | TZC/Vahalis         | 29,59 1 | 23 juli 1980     | Moskou        |
|     | Enith Brigitha       | Het Y               | 29,60 1 | 23 augustus 1978 | West-Berlijn  |
|     | Ineke Ran            | DJK                 | 29,82 1 | 23 augustus 1978 | West-Berlijn  |
|     | Ineke Ran            | DJK                 | 29,85 1 | 17 augustus 1977 | Jönköping     |
|     | Ineke Ran            | DJK                 | 29,97 1 | 16 augustus 1977 | Jönköping     |
|     | Karin Kok            | Zian/Vitesse        | 30,28   | 23 maart 1974    | Den Haag      |
|     | Anke Rijnders        | AZ&PC               | 30,52   | 9 april 1972     | Den Haag      |

1 = Gezwommen op langebaan. Indien tijd op langebaan sneller is dan tijd op kortebaan dan geldt de eerste als officieel record.